# Alte Feuerwache Lehe

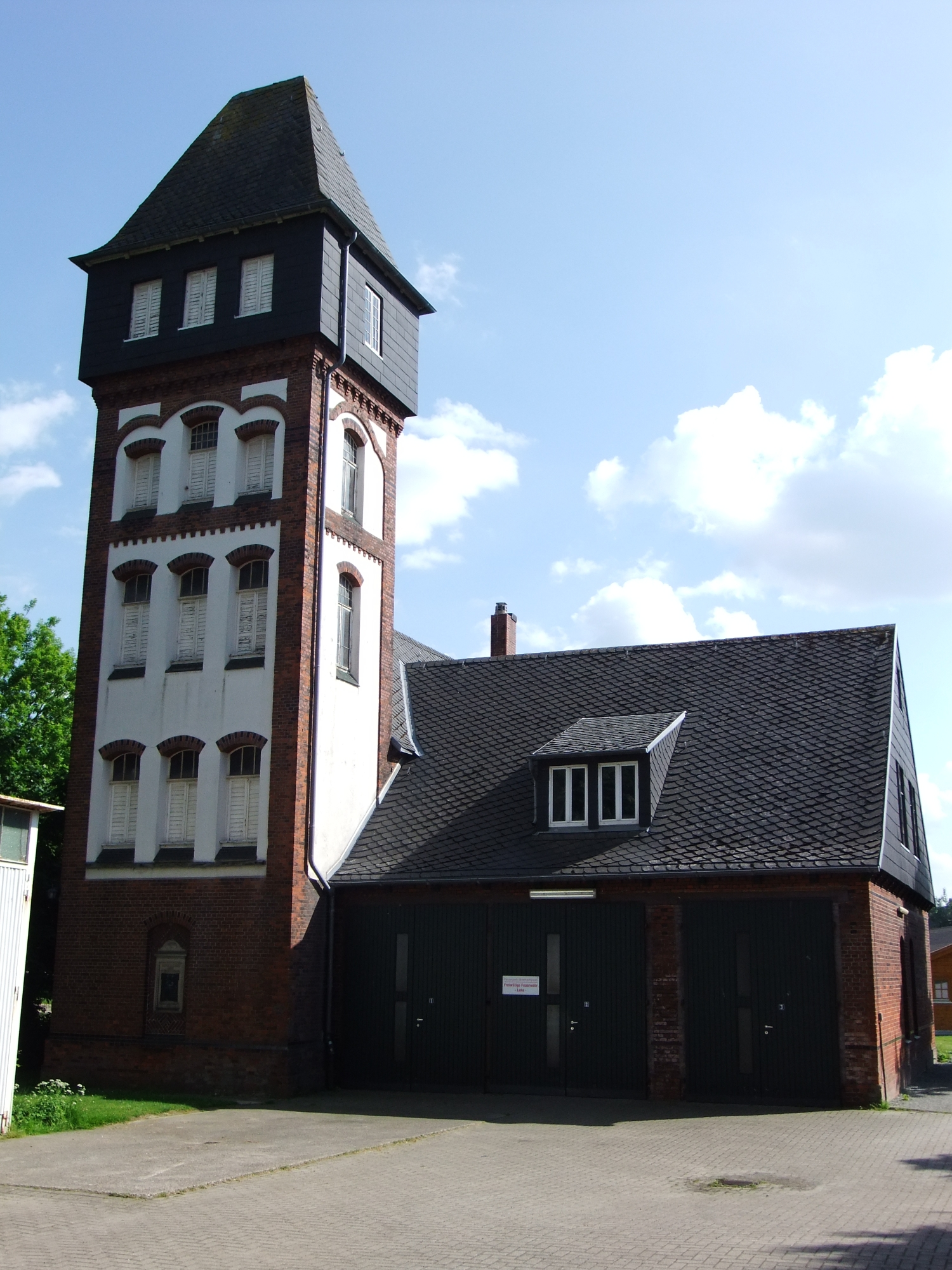
Alte Feuerwache in Lehe

Die Alte Feuerwache Lehe von 1903 befindet sich in Bremerhaven-Lehe in der Auestraße 20.
Das Bauwerk wurde 2009 unter Bremer Denkmalschutz gestellt.

## Geschichte
1893 wurde in Lehe die Freiwillige Feuerwehr gegründet. 1895 endete die Tradition der Pflichtfeuerwehr in Lehe. Leher Bürger nahmen nun diese Aufgaben ehrenamtlich war, unter ihnen der Kaufmann Ernst Scheppelmann und der Maurermeister Karl Platow, die als Feuerwehr-Hauptmänner die Feuerwehr leiteten.
Die Alte Feuerwache Lehe wurde 1903 nach Plänen von Gemeindebaumeister Heinrich Lagershausen gebaut. Die Feuerwache befand sich damals, um schnell Wasser aufnehmen zu können, noch direkt am Ufer der Flüsschens Aue, welche an diesem Ort heute verrohrt ist. Die eingeschossige Halle mit drei Durchfahrten, bei der die Löschzüge in beiden Richtungen ausfahren konnten, hat ein Satteldach. Ein fünfgeschossiger Schlauchturm mit einem Turmhelm ist mit der Wagenhalle und einem Walmdach gedeckten Anbau für Verwaltung und Treppenhaus verbunden. Die malerische Reformarchitektur der Jahrhundertwende entspricht der preußisch/märkischen Backsteingotik, mit konstruktiven Teilen in Sichtmauerwerk und verputztem Füllmauerwerk, sowie den ornamentalen Fenstergruppen im Turm.
1924 wurden die beiden preußischen Städte Lehe und Geestemünde zur Stadt Wesermünde vereinigt. Die Freiwillige Feuerwehr blieb neben der Berufsfeuerwehr Wesermünde weiter bestehen. Sie wurde am Ende des Zweiten Weltkriegs aufgelöst.
1932 wurde auf dem Gelände ein Pferdestall für den Tierschutzverein, 1955 eine Trafo-Station und 1963 eine Reihengarage für Fahrzeuge für den Luftschutz errichtet.

Seit 1985 ist hier der Katastrophenschutz (Zivilschutz) beheimatet und seit etwa 1998 wieder die Freiwillige Feuerwehr.

## Weblink
- Feuerwehr Bremerhaven